# Oleksii Bychenko
Oleksii Bychenko, también conocido como Alexei Bychenko, (en ucraniano: Олексій Юрійович Биченко; en hebreo: אלכסיי ביצ'נקו; Kiev, 5 de febrero de 1988) es un patinador artístico sobre hielo ucraniano. Representó a Ucrania hasta 2009 y en adelante a Israel. Medallista de plata del Campeonato Europeo de 2016 y medallista de bronce de la Copa Rostelecom de 2016. Representó a Israel en los Juegos Olímpicos de invierno Pyeongchang 2018.

## Carrera
Nació en la República de Ucrania, Unión Soviética, en 1988. Estudió en la Universidad Pedagógica Dragomanov en Kiev y adquirió la nacionalidad israelí para competir por Israel desde 2010. Compitiendo para Ucrania, Bychenko debutó en el Grand Prix Júnior de 2003-2004. Fue medallista de plata en el Campeonato Nacional de Ucrania en las ediciones de 2007 y 2008. Roman Serov, Nikolai Morozov y Galit Chait Moracci conforman su equipo de entrenadores y coreógrafo. Entrena en Nueva Jersey, Estados Unidos.
Su primera competición representando a Israel fue en el Golden Spin de Zagreb de 2011. En el Trofeo Nebelhorn de 2013 consiguió clasificar para competir en los Juegos Olímpicos de invierno de Sochi 2014, donde finalizó en el lugar 21. Finalizó en cuarto lugar en el Campeonato Europeo de 2015, con un séptimo lugar en su programa corto y cuarto en el libre. En el Campeonato Europeo de 2016 se ubicó en el cuarto lugar en los programas corto y libre, ganó la medalla de plata. Ganó la medalla de bronce en la Copa Rostelecom del Grand Prix de 2016-2017 y el oro en el Golden Spin de Zagreb del Challenger Series de la ISU. En el Campeonato Europeo de 2017 se ubicó en el quinto lugar. Obtuvo el décimo lugar en el Campeonato del Mundo de 2017, celebrado en Finlandia. Bychenko compitió en los Juegos Olímpicos de invierno de Pyeongchang 2018. Terminó en el lugar once en patinaje individual, en la prueba de equipos terminó en octavo.

### Programas
|           | Programa corto                            | Programa libre                            | Exhibición                |
| --------- | ----------------------------------------- | ----------------------------------------- | ------------------------- |
| 2017–2018 | Hava Nagila                               | Pagliacci de Ruggero Leoncavallo          | All Alone de Geir Rönning |
| 2016–2017 | Chambermaid Swing de Parov Stelar         | Pagliacci de Ruggero Leoncavallo          | Happy de Derek Martin     |
| 2015–2016 | All Alone de Geir Rönning                 | Les Misérables de Claude-Michel Schönberg | Happy de Derek Martin     |
| 2014–2015 | La traviata de Giuseppe Verdi             | Nostradamus de Maksim Mrvica              | Happy de Derek Martin     |
| 2013–2014 | Swing Kids de James Horner                | Nostradamus de Maksim Mrvica              |                           |
| 2012–2013 | Party Sailor de Wilson Picket             | Inception de Hans Zimmer                  |                           |
| 2011–2012 | Crouching Tiger, Hidden Dragon de Tan Dun | Cyrano de Bergerac de Jean-Claude Petit   |                           |
| 2008–2009 | Assassin's Tango de John Powell           | Alegría de René Dupere                    |                           |
| 2004–2006 | Devil's Trill Sonata de Vanessa-Mae       | Pirates of the Caribbean de Klaus Badelt  |                           |

### Resultados detallados
- Las mejores marcas personales aparecen en negrita.

| Temporada 2018-2019        |                                                              |                |                |           |
| Fecha                      | Evento                                                       | Programa corto | Programa libre | Total     |
| 18–24 de marzo de 2019     | Campeonato Mundial de Patinaje Artístico sobre Hielo de 2019 | 22 77.67       | 22 138.93      | 22 216.60 |
| 21–27 de enero de 2019     | Campeonato Europeo de Patinaje Artístico sobre Hielo de 2019 | 7 84.19        | 13 136.31      | 9 220.50  |
| 2–4 de noviembre de 2018   | Grand Prix de Helsinki 2018                                  | 9 74.05        | 8 128.89       | 9 202.33  |
| 19–21 de octubre de 2018   | Skate America 2018                                           | 10 69.69       | 8 127.78       | 9 197.47  |
| 4–7 de octubre de 2018     | CS Trofeo de Finlandia 2018                                  | 22 46.90       | WD             | WD        |
| Temporada 2017-2018        |                                                              |                |                |           |
| Fecha                      | Evento                                                       | Programa corto | Programa libre | Total     |
| 19–25 de marzo de 2018     | Campeonato Mundial de Patinaje de 2018                       | 7 90.99        | 7 167.29       | 4 258.28  |
| 16–17 de febrero de 2018   | Juegos Olímpicos de invierno 2018 (individual)               | 13 84.13       | 9 172.88       | 11 257.01 |
| 9–11 de febrero de 2018    | Juegos Olímpicos de invierno 2018 (equipos)                  | 2 88.49        | –              |           |
| 15–21 de enero de 2018     | Campeonato Europeo de Patinaje de 2018                       | 8 74.97        | 4 163.47       | 5 238.44  |
| 6–9 de diciembre de 2017   | CS Golden Spin de Zagreb 2017                                | 4 77.88        | 3 153.93       | 2 231.81  |
| 17–19 de noviembre de 2017 | Internationaux de France 2017                                | 5 86.79        | 5 160.65       | 5 247.44  |
| 10–12 de noviembre de 2017 | Trofeo NHK 2017                                              | 2 85.52        | 3 166.55       | 3 252.07  |
| 26–29 de octubre de 2017   | CS Minsk-Arena Ice Star de 2017                              | 4 76.01        | 7 135.20       | 6 211.21  |